# Пси¹ Возничего
Пси¹ Возничего (лат. ψ¹ Aurigae), 46 Возничего (лат. 46 Aurigae), HD 44537 — одиночная переменная звезда в созвездии Возничего на расстоянии (вычисленном из значения параллакса) приблизительно 5 559 световых лет (около 1 704 парсеков) от Солнца. Видимая звёздная величина звезды — от +4,68m до +5,7m. Возраст звезды оценивается как около 12,3 млн лет.

## Характеристики
Пси¹ Возничего — красный или оранжевый сверхгигант, пульсирующая медленная неправильная переменная звезда типа LC спектрального класса K5-M0Iab-Ib, или M0I, или K5-M1Iab-Ib. Масса — около 14,4 солнечных, радиус — около 597 солнечных, светимость — около 63579 солнечных. Эффективная температура — около 3750 К.